# Zygmunt Jesionka
Zygmunt Julian Jesionka (ur. 1 maja 1904 w Krakowie, zm. 20 kwietnia 1985 tamże) – polski piłkarz, trener, działacz piłkarski.

## Wykształcenie
W 1932 ukończył warszawski CIWF, a w 1935 Studium WF Uniwersytetu Jagiellońskiego. Uprawnienia trenera I klasy uzyskał w 1948.

## Kariera piłkarska
Przed wojną piłkarz mniejszych klubów krakowskich. W ekstraklasie zadebiutował w Garbarni Kraków, z którą w 1929 zdobył tytuł wicemistrza Polski. W Legii Warszawa od 1931 do 1935 rozegrał 30 spotkań ligowych na poziomie ekstraklasy.

## Trener i działacz PZPN
Jeszcze przed wojną prowadził zespół Olszynki Warszawa. Po wojnie prowadził zespoły Tarnovii i Cracovii. Uważany był za teoretyka i organizatora, związany z krakowskim OZPN. W PZPN trenował drużyny młodzieżowe. Od lutego 1954 do grudnia 1956 wiceprezes PZPN, a potem członek zarządu do lutego 1957. W 1954 roku współselekcjoner reprezentacji Polski – wraz z Michałem Matyasem prowadził kadrę w spotkaniu reprezentacji z NRD (wygrana 1:0). W latach 1954–1958 przewodniczący Rady Trenerów. Dwukrotnie obserwator finałów MŚ w grupie ekspertów PZPN (1958, 1966). Od 1985 honorowy członek PZPN.
Pochowany na cmentarzu wojskowym przy ul. Prandoty w Krakowie (kw. XCI-24-6). 

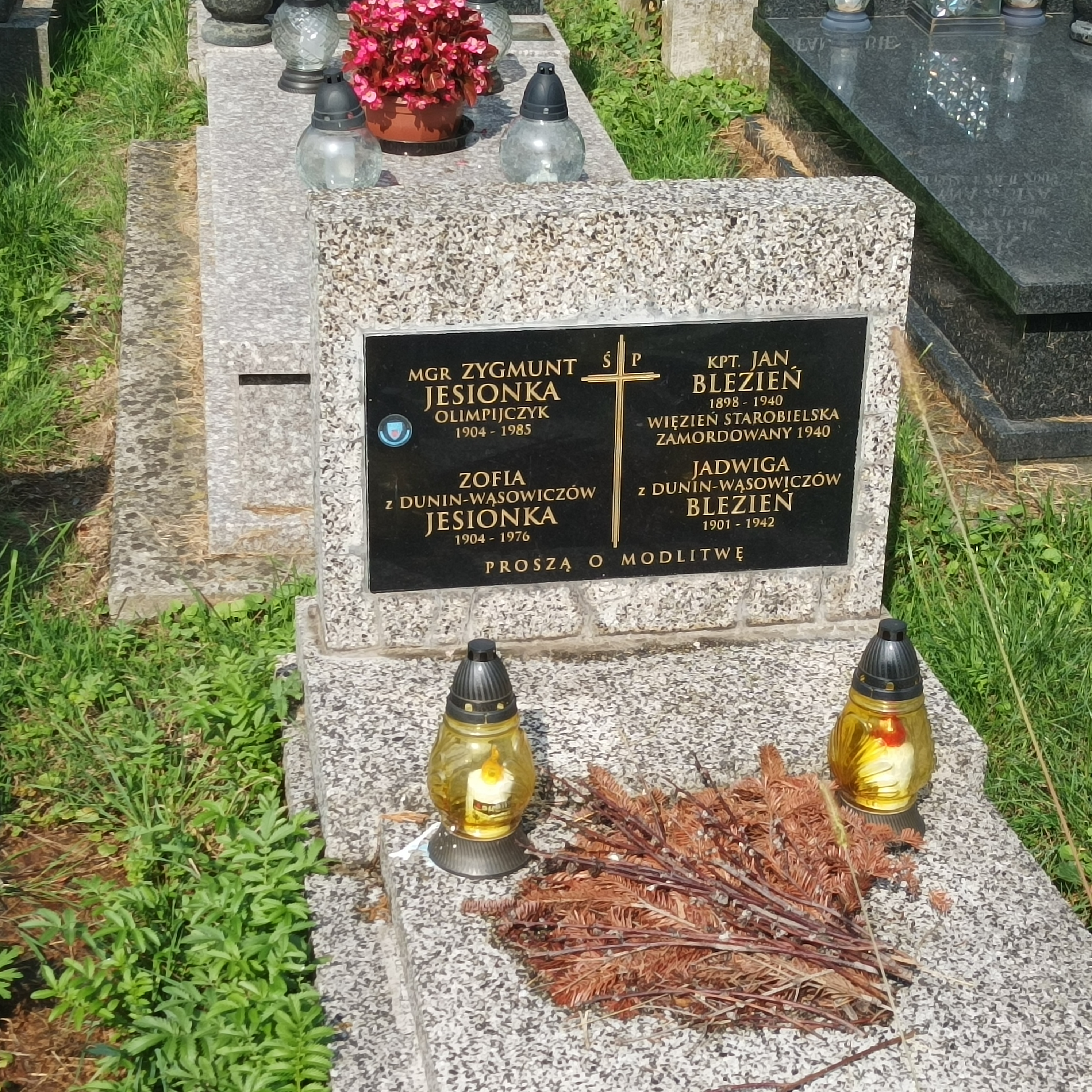
Grób Zygmunta Jesionki na cmentarzu wojskowym przy ul. Prandoty w Krakowie